# NaturéO
NaturéO est une chaîne de distribution de produits bios française.  La chaîne est composée de trente magasins répartis en France.

## Mission
La société affirme être motivée par des idéaux progressistes, similaires à ceux de Whole Foods Market aux États-Unis. Ses engagements comprennent : 
« 
- Répondre au besoin d'une alimentation saine ;
- Offrir le plus grand choix de produits bio ;
- Rendre les produits bios accessibles à tous, à des prix raisonnables ;
- Développer des partenariats équitables avec les producteurs ;
- Aidez à préserver les ressources pour les générations futures ;
- Accroître la vitalité et l'excellence des membres de l'équipe ;
- Être responsable, éthique et enthousiasmé pour l'avenir. »

## Histoire
En 2007, Xavier Travers ouvre le premier magasin naturéO à Chartres. Peu de temps après, il ouvre un nouveau site à Ballainvilliers. 
Après avoir réalisé un chiffre d'affaires de 4 millions d'euros après dix-huit mois d'exploitation, Xavier ouvre quatre nouveaux sites en Île-de-France entre 2009 et 2010. 
En mai 2011, un magasin ouvre à Fresnes, puis, un mois plus tard, au Mans.